# Рындина, Лидия Дмитриевна
Ли́дия Дми́триевна Ры́ндина, дочь подполковника Брылкина (в браке — Соколова); 17 августа 1883 — 17 ноября 1964, Париж) — актриса театра и кино, писательница. «Рындина» — сценический псевдоним.

## Биография
Актриса Александринского театра, театров К. Н. Незлобина и Ф. A. Корша, позже киноактриса, звезда немого кино, в 1919 году со своим мужем С. А. Соколовым-Кречетовым покинула Россию, в эмиграции занималась издательской деятельностью.
Была любимицей русской публики, в расцвет немой русской кинематографии самыми крупными кинозвездами были Вера Холодная, Вера Коралли и Лидия Рындина.
Она начала свою карьеру в качестве драматической артистки в Киеве, у Синельникова. Потом играла два года в театре Корша в Москве. А затем восемь лет у Незлобина: «Изумрудный паучок» Ауслендера, «Красный кабачок» и «Псиша» Юрия Беляева, «Король Дагобер» Ривуара (перевод Теффи), «Орленок» и «Принцесса Грёза» Ростана.
В 1913 году стала сниматься в фильмах — сначала у Ермольева, где её партнерами были Мозжухин и Стрижевский, а потом на студии Ханжонкова, где с ней в разных картинах играли Полонский, Радин.
Ханжонков в книге «Первые годы русской кинематографии» пишет, что Рындина открыла студию для подготовки киноартистов и сразу же получила достаточное количество учеников, пожелавших ознакомиться с тайнами экрана.
Поэт Игорь Северянин посвятил ей несколько стихотворений: «Качалка грезерки» (1911), «Рондо» (1914).

### Оккультизм
По словам Ю. К. Терапиано, Рындина всю жизнь интересовалась мистикой и оккультизмом, до эмиграции в России она была связана с эзотерическим Орденом Мартинистов и лично была знакома со знаменитым оккультистом Папюсом.
Ещё до революции, во время своих поездок в Париж, Лидия Рындина познакомилась со знаменитым доктором Папюсом (Жераром Энкоссом), главой тогдашнего французского мартинизма и автором большого количества книг по оккультным вопросам. Доктор Папюс в 1901 году был представлен русской Императорской Чете великим князем Николаем Николаевичем, а затем три раза — в 1901, 1905 и 1906 годах, по приглашению императора Николая II, был в России, где основал в Санкт-Петербурге свою мартинистскую ложу, членами которой одно время состояли император Николай II и императрица Александра Фёдоровна, великий князь Николай Николаевич с супругой и другие члены императорской фамилии. Доктор Папюс очень высоко ставил Лидию Рындину и оказал ей большое внимание; он познакомил её с рядом интересных лиц во французской эзотерической среде и дал ей специальное посвящение во внутренний круг своей организации.
Лидия Дмитриевна Рындина, несмотря на свою постоянную занятость в качестве артистки театра, а потом кинематографа, всегда находила время для занятия духовными вопросами и эзотеризмом. У неё и у её мужа поэта Сергея Кречетова (С. А. Соколова), владельца издательства «Гриф», постоянно собирались на квартире представители московской литературной среды, в том числе Андрей Белый, Валерий Брюсов и другие. В Москве в 1913 году она подружилась с индийским музыкантом и мистиком Инайят Ханом, об этом она пишет в своих воспоминаниях.
Андрей Белый, который в то время увлекался мартинизмом (как впоследствии — антропософией) заинтересовал им Лидию Рындину и Сергея Кречетова. В Москве в то время продолжал существовать старинный центр русского Мартинизма, сохранившийся ещё со времен Николая Новикова и Лопухина, знаменитых деятелей русского просвещения екатерининского времени.
Была деятельным членом ложи «Святого Иоанна» (основана Г. О. Мёбесом в 1910 году, и переехала в 1913 году в Москву под главенство семьи П. М. Казначеева), будучи женой известного политического масона С. А. Соколова-Кречетова. Мартинисты в Москве собирались частным образом в квартирах у кого-нибудь из своих членов. Квартира С. Кречетова и Л. Рындиной в Москве, в Пименовском переулке, в течение ряда лет служила местом собраний.
Свой интерес к духовным вопросам она сохранила и в бытность в эмиграции. Она продолжала живо интересоваться всеми новыми книгами в этой области и поддерживала связь с рядом оккультистов во Франции и с русскими мистиками, рассеянными но всему миру, была корреспондентом журнала «Оккультизм и Йога», издававшийся доктором Асеевым.
В 1919 году снималась в картине у Ханжонкова в Крыму (1918—1919), оттуда выехала в Константинополь, и затем в Вену, где снялась в двух фильмах, и потом, в 1922 году, в Берлин. Тут она себе нашла новое амплуа: играла в художественном кабаре «Синяя птица». Играла всевозможных красавиц в музыкальных пьесах, называвшихся: «Царевна Несмеяна», «Бить в барабан велел король», «Шли на войну три юные солдата» и других.

### Эмиграция
Во время Второй мировой войны она бежала из горящего Берлина, на курорт Карловы Вары. После войны она вернулась в Германию и много разъезжала с труппой по лагерям военнопленных. После войны переехала в Париж, где ей было сыграно несколько пьес, в том числе «Привидения» Ибсена.
Лидия Дмитриевна была не только артисткой: она была и писательницей и журналисткой. Ещё в Москве она выпустила свою первую книгу: перевод рассказов Марселя Швоба. В Берлине вышла её книга «Фаворитки рока», а затем в Риге — комический уголовный роман «Живые маски». Комических уголовных романов тогда никто ещё не писал… Она написала ряд рассказов, — все они были напечатаны в различных периодических изданиях. Несколько последних лет состояла парижским корреспондентом газеты «Новая Заря» в Сан-Франциско.
Похоронена на русском кладбище Сент-Женевьев-де-Буа.

## Фильмография
- 1914 — «Люля Бек» — Режиссёр: Евгений Бауэр. Актёры: Лидия Рындина (Люля Бек), Михаил Саларов (Витольд). — Психологическая драма о любви и самопожертвовании.
- 1915 — «Николай Ставрогин» / «Бесы» — Режиссёр: Яков Протазанов. — Экранизация романа Ф. Достоевского «Бесы».
- 1915 — «Петербургские трущобы» — Режиссёр: Владимир Гардин. Актёры: Ольга Преображенская, Лидия Рындина, Людмила Сычева, Иван Мозжухин (в 4-й серии), Владимир Максимов (Вересов).
- 1916 — «Возмездие». — Режиссёр: Евгений Бауэр. Актёры: Вера Каралли (две роли: Маша Бельская; леди Гермион), Витольд Полонский (князь Чельский), Лидия Рындина (княжна Мэри, кузина Маши), Иван Перестиани (граф Запольский), Владимир Стрижевский (Андрей Павлович), Марфа Кассацкая (княжна Заварская), Александр Херувимов (Ильменев). — Драма на сюжет, заимствованный из одноимённого романа Матильды Серао.
- 1916 — «Жизнь, побежденная смертью» — Режиссёр: Евгений Бауэр. Актёры: Лидия Рындина (Китти), Иван Перестиани (Алексей), Т. Максимова (Елена, жена Алексея), Александр Херувимов (врач). — Психологическая драма. — Фильм не сохранился.
- 1916 — «Колдунья» — Режиссёр: Евгений Бауэр. Актёры: Лина Бауэр (графиня Джевульская, «колдунья»), Иван Перестиани (Казимир Тыснянский, графский лесничий), Витольд Полонский (Владислав, брат Казимира), Лидия Рындина (Мария Турская, невеста Казимира), Александр Херувимов (отец Марии). — Драма. — Фильм не сохранился.
- 1916 — «Разорванные цепи» / «Песнь любви и страданий» — Режиссёр: Евгений Бауэр. Актёры: Витольд Полонский (Карцев, композитор), Лидия Рындина (жена Карцева), Лина Бауэр (Беатричи Бионкони, итальянская певица), Александр Херувимов (отец Беатричи, флотский капитан1). — На сюжет одноимённого романа Э. Вернера. — Фильм не сохранился.
- 1917 — «Ложь» / «Бури житейские» — Режиссёр: Евгений Бауэр. Актёры: Вячеслав Свобода (поручик Лучинин), Лидия Рындина (Ирина Николаевна Иванова), Александра Ребикова (Ольга, дочь Ирины Николаевны), Тася Борман (Надя, сестра Ольги), Михаил Стальский (Горелов, друг семьи), Андрей Громов (полковник Строгий). — Драма. — Фильм не сохранился.
- 1922 — «Der Unbekannte aus Russland» (Германия) — Режиссёр: Ханс Отто.
- 1925 — «Der Mann auf dem Kometen» (Германия) — Режиссёр: Альфред Хальм.

## Сочинения
- Поэзия современности и женщина-поэтесса // Женская жизнь. 1916. № 3
- Фаворитки рока (Нель Гвин. Маркиза Помпадур. Княгиня Дашкова. Леди Гамильтон и др.). — Берлин, 1923. — Переизд. в Риге под названием «Жрицы любви» (1930).
- Живые маски: Роман. — Рига, 1936.
- Из дневников Л. Д. Рындиной / Публ. Н. Богомолова // Лица. Биографический альманах. Вып. 10. — СПб., 2004.
- Письма оккультистам. Архивировано 15 мая 2012 года.